# Heard It on the Radio
«Heard It on the Radio» es una canción cantada por Ross Lynch para la banda sonora Austin & Ally. La canción fue escrita y producida por Jeannie Lurie y lanzada el 13 de julio de 2012.

## Antecedentes
La canción fue compuesta por la compositora y productora Jeannie Lurie. El 13 de julio la canción se lanzó oficialmente a iTunes.

## Video musical
El video se estrenó en Disney Channel durante un episodio de Jessie, el 13 de julio de 2012.

## Lista de canciones
- U.S. / Digital download

1. "Heard It on the Radio" – 3:18

## Posicionamiento
| Lista (2012)                                | Máxima posición |
| ------------------------------------------- | --------------- |
| UK Singles (Official Charts Company)        | 196             |
| US Billboard Bubbling Under Hot 100 Singles | 18              |

## Historial del lanzamiento
| País           | Fecha                 | Formato          | Sello               |
| -------------- | --------------------- | ---------------- | ------------------- |
| Estados Unidos | 13 de julio de 2012   | Descarga digital | Walt Disney Records |
| Reino Unido    | 21 de octubre de 2012 | Descarga digital | Walt Disney Records |